# Cantonul Haubourdin
Cantonul Haubourdin este un canton din arondismentul Rijsel, departamentul Nord, regiunea Nord-Pas-de-Calais, Franța.

## Comune
- Emmerin
- Haubourdin (Harbodem) (reședință)
- Loos
- Santes
- Wavrin (Waveren)